# الزراعة في الاتحاد السوفيتي

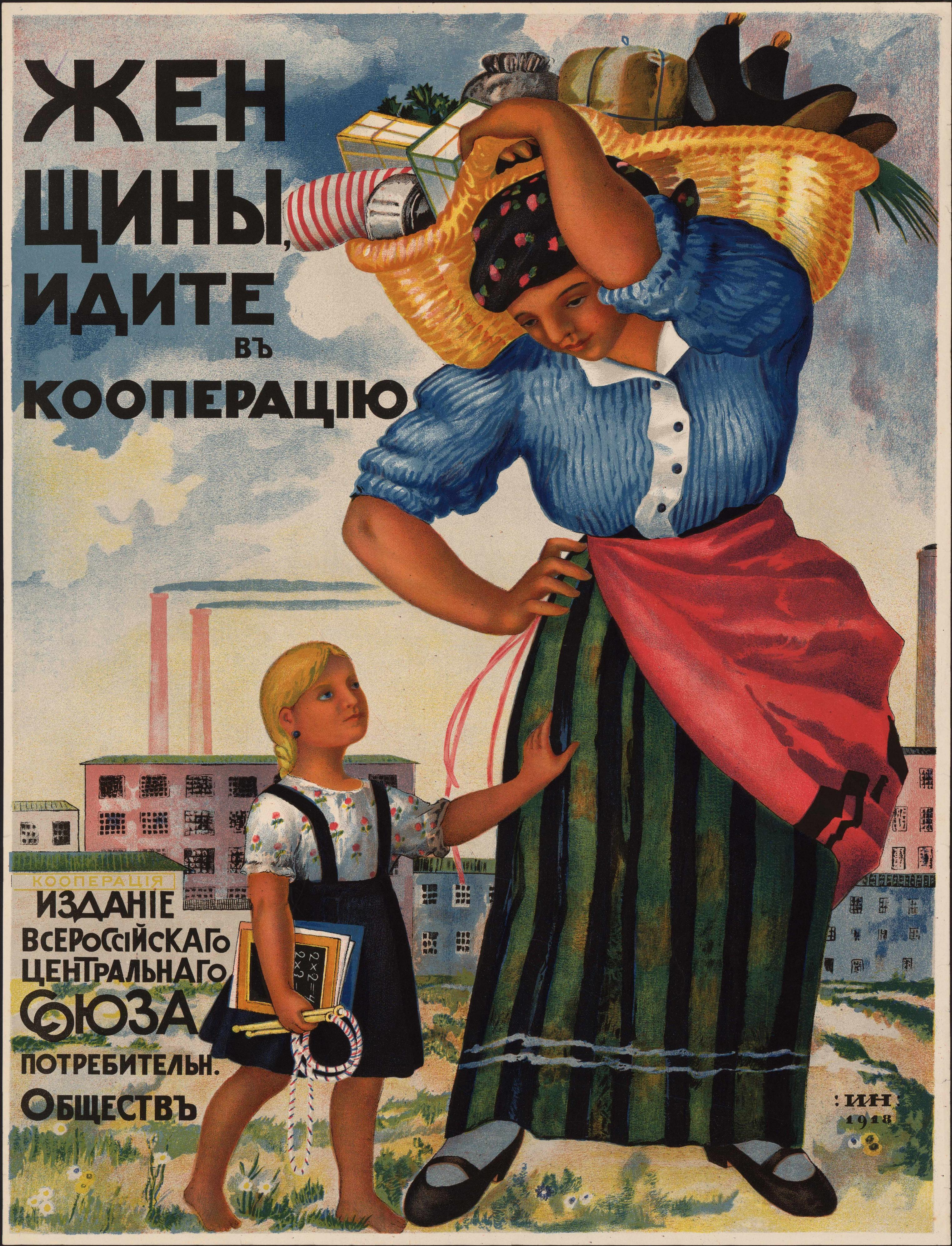

نظمت الزراعة في الاتحاد السوفيتي في نظام المزارع الحكومية والجماعية، نظم الاتحاد السوفيتي على نطاق واسع نسبيا وميكانيكية عالية، وهو واحد من المنتجين الرائدين في العالم من الحبوب، على الرغم من المحاصيل السيئة (كما حدث في عامي 1972 و1975) واردات واستلزم تباطأ الاقتصاد. تحولت في عام 1976-1980 الخطة الخمسية الموارد المخصصة للزراعة، وعام 1978 شهدالحصاد القياسي.مثل بنجر السكر والقطن، والبطاطا، والكتان أيضا من المحاصيل الرئيسية.
لكن على الرغم من موارد الأرض الهائلة، وكثرة صناعات الآلات والمواد الكيميائية، وقوة كبيرة من العمل في المناطق الريفية، كانت الزراعة في الاتحاد السوفيتي غير منتجة نسبيا، أعاق المناخ الكثير من المجالات (10 في المئة فقط من أراضي الاتحاد السوفيتي صالحة للزراعة)، وكانت ظروف الأفضل في الأرض السوداء المعتدلة حزام يمتد من جنوب أوكرانيا عبر روسيا إلى الغرب، والتي تمتد على أجزاء من أقصى جنوب سيبيريا.

## تاريخ
بعد أزمة القمح خلال عام 1928،أسس جوزيف ستالين نظام الاشتراكي للولايات في الاتحاد السوفيتي والمزراع الجماعية أثناء عملية استبدال سياسة الاقتصادية الجديدة بالمزراعة الجماعية، حيث جمع الفلاحين في مزراع متعاونة ومزراع للولايات.سمحت هذه المرزاع الجماعية لالآت الحديثة بالظهور سريعاً،وبالفعل، ففي هذه الفترة ظهر انتشار واسع للآت الحديثة لأول مرة في العديد من الولايات الاشتراكية في الاتحاد السوفيتي، وتعافي سريع في الإنتاج الزراعي، والذي تضرر بسبب الحرب الأهلية الروسية،نهض إنتاج القمح وعدد المزراع الحيوانية فوق مستويات ماقبل الحرب الأهلية بأوائل عام 1931،ظهور المجاعة قوضت هذه النتائج الأولية الجيدة.